# Соталол
Соталол — лекарственное средство, обладающее антиангинальным, антиаритмическим, гипотензивным действием. Оказывает двойное действие: как неселективный бета-адреноблокатор и ингибитор калиевых каналов.

## Фармакологическое действие
Блокируя бета-адренорецепторы (75 % бета1- и 25 % бета2-адренорецепторов), уменьшает стимулированное катехоламинами образование цАМФ из АТФ, в результате чего снижается внутриклеточный ток Ca2+. Оказывает отрицательное хроно-, дромо-, батмо- и инотропное действие (урежает частоту сердечных сокращений, угнетает проводимость и возбудимость, снижает сократимость миокарда). Общее периферическое сосудистое сопротивление в начале применения бета-адреноблокатора (в первые 24 ч) увеличивается (в результате реципрокного возрастания активности альфа-адренорецепторов и устранения стимуляции бета2-адренорецепторов сосудов скелетной мускулатуры), которое через 1-3 сут возвращается к исходному, а при длительном назначении снижается. Гипотензивный эффект связан с уменьшением минутного объема кровообращения, симпатической стимуляции периферических сосудов, снижением активности РААС (имеет большее значение у больных с исходной гиперсекрецией ренина), восстановлением чувствительности барорецепторов дуги аорты (не происходит усиления их активности в ответ на снижение артериального давления) и влиянием на ЦНС. Антиангинальный эффект определяется снижением потребности миокарда в кислороде в результате уменьшения частоты сердечных сокращений (удлинение диастолы и улучшение перфузии миокарда) и сократимости, а также снижением чувствительности миокарда к воздействию симпатической иннервации. За счет повышения конечного диастолического объёма в левом желудочеке и увеличения растяжения мышечных волокон желудочков может повышать потребность в кислороде, особенно у больных с хронической сердечной недостаточностью. Антиаритмический эффект обусловлен устранением аритмогенных факторов (тахикардии, повышенной активности симпатической нервной системы, повышенной концентрации цАМФ, артериальной гипертензии), уменьшением скорости спонтанного возбуждения синусного и эктопического водителей ритма и замедлением AV проведения. Угнетение проведения импульсов отмечается преимущественно в антеградном и в меньшей степени в ретроградном направлениях через AV узел и по дополнительным путям. Время наступления урежения частоты сердечных сокращений после приема внутрь — 1-2 ч, длительность эффекта — 12 ч. При внутривенном введении в дозе 40 мг эффект наступает через 5 мин и длится 90-120 мин. При артериальной гипертензии начальный гипотензивный эффект наступает через 2-5 дней, стабильное действие отмечается через 1-2 мес.

## Фармакокинетика
Абсорбция — более 80 %, биодоступность — 90-100 %. Одновременный прием пищи (особенно молока и молочных продуктов) уменьшает всасывание соталола. Растворимость в жирах низкая. Практически не связывается с белками плазмы. TCmax при приеме внутрь — 2-3 ч. Проницаемость через ГЭБ и плацентарный барьер низкая. Не метаболизируется в печени. T½ — 7-18 ч, при хронической почечной недостаточности увеличивается. Выводится почками — 75 % в неизмененном виде. Выводится при гемодиализе.

## Показания
Желудочковые аритмии: фибрилляция, рефрактерные формы, тахикардии (постоянные и пароксизмальные формы, при проведении программируемой электрической стимуляции сердца); AV реципрокные тахикардии при аномалиях проводящей системы сердца (синдром WPW, диссоциации AV узла); наджелудочковые аритмии (тахикардия, мерцание, в т.ч. профилактика).

## Противопоказания
Гиперчувствительность, острая сердечная недостаточность или декомпенсированная хроническая сердечная недостаточность, кардиогенный шок, AV блокада II—III ст., SA блокада, синдром слабости синусового узла, синусовая брадикардия (частота сердечных сокращений менее 55/мин), стенокардия Принцметала, кардиомегалия (без признаков сердечной недостаточности), артериальная гипотензия (систолическое артериальное давление менее 90 мм рт.ст., особенно при инфаркте миокарда); хроническая обструктивная болезнь легких, бронхиальная астма (тяжелого течения); окклюзионные заболевания периферических сосудов (осложненные гангреной, «перемежающейся» хромотой или болью в покое), сахарный диабет с кетоацидозом, метаболический ацидоз, одновременный прием ингибиторов МАО, период лактации.

### C осторожностью
Аллергические реакции в анамнезе, хроническая сердечная недостаточность, феохромоцитома, печеночная недостаточность, хроническая почечная недостаточность, синдром Рейно, миастения, тиреотоксикоз, депрессия (в том числе в анамнезе), псориаз, гипокалиемия, удлинение интервала Q-T, беременность, пожилой возраст, детский возраст.

## Режим дозирования
Внутрь, таблетки следует принимать, не разжевывая, запивая достаточным количеством жидкости. В качестве антиангинального лекарственного средства — 80 мг 2 раза в сутки. При лечении желудочковых тахиаритмий — 80 мг 2 раза в сутки. При недостаточной эффективности дозу повышают до 80 мг 3 раза в сутки или 160 мг 2 раза в сутки. При тяжелых аритмиях максимальная суточная доза — 480 мг (до 640 мг), разделенная на 2-3 приема. Обычно минимальная эффективная доза составляет 320 мг/сут. Подбор доз для больных с нарушением функции почек необходимо проводить с учетом величины клубочковой фильтрации (клиренс креатинина). При величине клиренса креатинина 10-30 мл/мин (сывороточный креатинин 2-5 мг/дл) дозу следует уменьшить в 2 раза, а при клиренс креатинина менее 10 мл/мин (сывороточный креатинин более 5 мг/дл) — в 4 раза.

## Побочные эффекты
Со стороны нервной системы: повышенная утомляемость, слабость, головокружение, головная боль, сонливость или бессонница, «кошмарные» сновидения, депрессия, беспокойство, спутанность сознания или кратковременная потеря памяти, галлюцинации, астения, мышечная слабость, парестезии в конечностях (у больных с «перемежающейся» хромотой и синдромом Рейно), тремор. 

Со стороны органов чувств: крайне редко — нарушение остроты зрения, уменьшение секреции слезной жидкости, сухость и болезненность глаз, кератоконъюнктивит. 

Со стороны сердечно-сосудистой системы: синусовая брадикардия, сердцебиение, нарушение проводимости миокарда, AV блокада (вплоть до развития полной поперечной блокады и остановки сердца), аритмии, ослабление сократимости миокарда, развитие (усугубление) хронической сердечной недостаточности, снижение артериального давления, ортостатическая гипотензия, проявление ангиоспазма (усиление нарушения периферического кровообращения, похолодание нижних конечностей, синдром Рейно), боль в груди; в редких случаях — усиление приступов стенокардии, желудочковая пароксизмальная тахикардия типа «пируэт» (риск развития выше при сочетанном приеме лекарственных средств, удлиняющих интервал Q-T или гипокалиемии). 

Со стороны пищеварительной системы: сухость слизистой оболочки полости рта, тошнота, рвота, боли в эпигастральной области, метеоризм, запоры или диарея, нарушения функции печени (темная моча, желтушность склер или кожи, холестаз), изменения вкуса. 

Со стороны дыхательной системы: заложенность носа, ринит, затруднение дыхания, ларинго- и бронхоспазм. 

Со стороны эндокринной системы: гипергликемия (у больных инсулиннезависимым сахарным диабетом), гипогликемия (у больных, получающих инсулин, либо при строгом соблюдении диеты), гипотиреоидное состояние. 

Аллергические реакции: зуд, кожная сыпь, крапивница. 

Со стороны кожных покровов: усиление потоотделения, гиперемия кожи, экзантема, алопеция, псориазоподобные кожные реакции, обострение симптомов псориаза. 

Лабораторные показатели: тромбоцитопения (необычные кровотечения и кровоизлияния), агранулоцитоз, лейкопения, изменение активности ферментов, концентрации билирубина. 

Влияние на плод: внутриутробная задержка роста, гипогликемия, брадикардия. 

Прочие: боль в спине, артралгия, ослабление либидо, снижение потенции, синдром «отмены» (усиление приступов стенокардии, повышение артериального давления).

### Передозировка
Симптомы: выраженная брадикардия, головокружение, AV блокада, выраженное снижение артериального давления, обморочные состояния, аритмия, желудочковая экстрасистолия, цианоз ногтей пальцев или ладоней, судороги, затруднение дыхания, бронхоспазм. 

Лечение: промывание желудка, назначение активированного угля, при нарушении AV проводимости — внутривенно вводят 1-2 мг атропина, при низкой эффективности осуществляют постановку временного кардиостимулятора; при желудочковой экстрасистолии — лидокаин (лекарственные средства Ia класса не применяются); при снижении артериального давления больной должен находиться в положении Тренделенбурга. Если нет признаков отёка легких, внутривенно вводят плазмозамещающие растворы, при неэффективности — эпинефрин, допамин, добутамин; при сердечной недостаточности — сердечные гликозиды, диуретики, глюкагон; при судорогах — внутривенно диазепам; при бронхоспазме — ингаляционно или парентерально бета-адреностимуляторы.

## Особые указания
Контроль за больными, принимающими соталол, должен включать наблюдение за частотой сердечных сокращений и артериальным давлением (в начале лечения — ежедневно, затем 1 раз в 3-4 мес), ЭКГ, концентрацией глюкозы в крови у больных сахарным диабетом (1 раз в 4-5 мес). У пожилых пациентов рекомендуется следить за функцией почек (1 раз в 4-5 мес). В связи с наличием у препарата свойств антиаритмиков класса III следует контролировать возможность удлинения интервала Q-T и при необходимости проводить индивидуальный подбор доз. При стабильной стенокардии напряжения оценивается толерантность к физической нагрузке, число приступов стенокардии в сутки, количество таблеток нитроглицерина для купирования приступа стенокардии. Доза препарата является адекватной, если частота сердечных сокращений в покое снижается до 55-60/мин, при нагрузке — не более 110/мин. Рекомендуется использовать метод парных нагрузочных проб. Следует обучить больного методике подсчета частоты сердечных сокращений и проинструктировать о необходимости врачебной консультации при частоте сердечных сокращений менее 50/мин. У курильщиков эффективность бета-адреноблокаторов ниже. Больные, пользующиеся контактными линзами, должны учитывать, что на фоне лечения возможно уменьшение продукции слезной жидкости. Больным с феохромоцитомой назначают только после приема альфа-адреноблокатора. При тиреотоксикозе соталол может замаскировать определенные клинические признаки тиреотоксикоза (например, тахикардию). Резкая отмена у больных с тиреотоксикозом противопоказана, поскольку способна усилить симптоматику. При назначении бета-адреноблокаторов больным, получающим гипогликемические лекарственные средства, следует соблюдать осторожность, поскольку во время продолжительных перерывов в приеме пищи может развиться гипогликемия. Причем такие её симптомы, как тахикардия или тремор, будут маскироваться за счет действия препарата. Больных следует проинструктировать в отношении того, что основным симптомом гипогликемии во время лечения бета-адреноблокаторами является повышенное потоотделение. При одновременном приеме клонидина его прием может быть прекращен только через несколько дней после отмены соталола. Возможно усиление выраженности реакции гиперчувствительности и отсутствие эффекта от обычных доз эпинефрина на фоне отягощенного аллергологического анамнеза. За несколько дней перед проведением общей анестезии хлороформом или эфиром необходимо прекратить прием препарата. Если больной принял препарат перед операцией, ему следует подобрать лекарственные средства для общей анестезии с минимальным отрицательным инотропным действием. Реципрокную активацию n.vagus можно устранить внутривенным введением атропина (1-2 мг). Лекарственные средства, снижающие запасы катехоламинов (например, резерпин), могут усилить действие бета-адреноблокаторов, поэтому больные, принимающие такие сочетания лекарственных средств, должны находиться под постоянным наблюдением врача на предмет выявления артериальной гипотензии или брадикардии. Осторожно применять совместно с психоактивными лекарственными средствами, например, ингибиторами МАО, при их курсовом применении более 2 нед. В случае появления у больных пожилого возраста нарастающей брадикардии (менее 50/мин), артериальной гипотензии (систолическое артериальное давление ниже 100 мм рт.ст.), AV блокады, бронхоспазма, желудочковых аритмий, тяжелых нарушений функции печени и почек необходимо уменьшить дозу или прекратить лечение. Рекомендуется прекращать терапию при развитии депрессии, вызванной приемом бета-адреноблокаторов. Нельзя резко прерывать лечение из-за опасности развития тяжелых аритмий и инфаркта миокарда. Отмену проводят постепенно, снижая дозу в течение 2 нед и более (снижают дозу на 25 % в 3-4 дня). Применение при беременности и лактации возможно в том случае, если польза для матери превышает риск развития побочных эффектов у плода и ребенка. Прием соталола следует отменить за 48-72 ч до предполагаемого срока родов. На время лечения исключить прием этанола. Следует отменять перед исследованием в крови и моче катехоламинов, норметанефрина и ванилилминдальной кислоты; титров антинуклеарных антител. В период лечения необходимо соблюдать осторожность при управлении транспортными средствами и занятии др. потенциально опасными видами деятельности, требующими повышенной концентрации внимания и быстроты психомоторных реакций (требуется индивидуальный подбор доз лицам, чья профессия требует этих качеств).

## Взаимодействие
Аллергены, используемые для иммунотерапии, или экстракты аллергенов для кожных проб повышают риск возникновения тяжелых системных аллергических реакций или анафилаксии у больных, получающих соталол. Йодсодержащие рентгеноконтрастные лекарственные средства для внутривенно введения повышают риск развития анафилактических реакций. Фенитоин при внутривенном введении, лекарственные средства для ингаляционной общей анестезии (производные углеводородов) повышают выраженность кардиодепрессивного действия и вероятность снижения артериального давления. Изменяет эффективность инсулина и пероральных гипогликемических лекарственных средств, маскирует симптомы развивающейся гипогликемии (тахикардию, повышение артериального давления). Снижает клиренс лидокаина и ксантинов (кроме дифиллина) и повышает их концентрацию в плазме, особенно у больных с исходно повышенным клиренсом теофиллина под влиянием курения. Гипотензивный эффект ослабляют нестероидные противовоспалительные препараты (задержка Na+ и блокада синтеза Pg почками), глюкокортикоиды и эстрогены (задержка Na+). Сердечные гликозиды, метилдопа, резерпин и гуанфацин, БМКК (верапамил, дилтиазем), амиодарон и др. антиаритмические лекарственные средства повышают риск развития или усугубления брадикардии, AV блокады, остановки сердца и сердечной недостаточности. Нифедипин может приводить к значительному снижению артериального давления. Диуретики, клонидин, симпатолитики, гидралазин и др. гипотензивные лекарственные средства могут привести к чрезмерному снижению артериального давления. Удлиняет действие недеполяризующих миорелаксантов и антикоагулянтный эффект кумаринов. Три- и тетрациклические антидепрессанты, антипсихотические лекарственные средства (нейролептики), этанол, седативные и снотворные лекарственные средства усиливают угнетение центральной нервной системы. Не рекомендуется одновременное применение с ингибиторами МАО вследствие значительного усиления гипотензивного действия, перерыв в лечении между приемом ингибиторов МАО и соталола должен составлять не менее 14 дней. Негидрированные алкалоиды спорыньи повышают риск развития нарушений периферического кровообращения. Усиливает действие тиреостатических и утеротонизирующих лекарственные средства; снижает действие антигистаминных лекарственных средств. Одновременный прием норэпинефрина или ингибиторов МАО, а также внезапная отмена клонидина на фоне приема соталола могут вызвать резкий подъём артериального давления. Лекарственные средства, угнетающие депонирование катехоламинов (резерпин), повышают риск возникновения гипотензии и/или брадикардии. Совместное назначение с антиаритмическими лекарственные средства I (особенно хинидинового типа) или III класса может вызвать выраженное удлинение интервала Q-T и тяжелые желудочковые нарушения ритма. Одновременное назначение с производными фенотиазина повышает концентрации обоих лекарственных средств в плазме. Сульфасалазин и циметидин повышают концентрацию соталола в плазме (тормозят метаболизм), рифампицин укорачивает T½.